# Mehrzentrenbindung
Das Konzept der Mehrzentrenbindung beinhaltet die weitestgehende Definition der Atombindung (kovalente Bindung). Elektronen werden nicht nur zwei Atomzentren zugeordnet, wie man es für die klassische kovalente Bindung tut, sondern binden gleich mehrere Atome aneinander – man erhält Mehrzentren-Orbitale. Streng genommen ergibt sich aus der Orbitaltheorie, dass das für jeden mehratomigen Stoff zutrifft. Die LCAO-MO-Methode (die zurzeit am meisten benutzte quantenchemische Methode, die dazu benutzt wird, aus Atomorbitalen Molekülorbitale zu konstruieren) liefert stets Mehrzentren-Orbitale, die über alle Atome des Stoffes delokalisiert sind, sogenannte kanonische Orbitale. 
Jedoch können bei den meisten einfachen Stoffen die so erhaltenen (delokalisierten) kanonischen Orbitale durch mathematische Kniffe (siehe zum Beispiel NBO-Analyse) in (lokalisierte) Ein- und Zweizentren-Orbitale überführt werden. Diese liegen den meisten Chemikern näher, da sie sich mit den freien Elektronen(paaren) und Bindungselektronen(paaren), die als Punkte (Striche) in chemischen Strukturformel wiedergegeben werden, in Beziehung setzen lassen. Eine bekannte quantenchemische Methode, die sich ausschließlich dieser lokalisierten Orbitale bedient und die in den letzten Jahren eine Renaissance erlebt hat, ist die Valenzbindungstheorie (valence bond theory).
Allerdings ergeben diese Methoden für viele Stoffe keine zufriedenstellenden eindeutigen Lösungen mit auf ein oder zwei Atomen lokalisierten Orbitalen. Anstelle dessen müssen mehrere resultierende Strukturen gemeinsam berücksichtigt werden, um die tatsächliche Elektronenstruktur zu beschreiben. Das Phänomen nennt man Mesomerie, und die Strukturen nennt man Resonanzstrukturen. Wenn man diese Systeme trotzdem mit weitgehend „lokalisierten“ Elektronen beschreiben will, benötigt man ein neues Konzept, das Konzept der Mehrzentrenbindungen.

## Spezielle Typen
Unter Mehrzentrenbindungen können letztlich alle kovalenten Bindungen subsumiert werden – dazu zählen:
- Die Zwei-Zentren-Zwei-Elektronen-Bindung (Zweizentrenbindung, normale kovalente Bindung) – Abkürzung: 2c-2e
- Die Drei-Zentren-Zwei-Elektronen-Bindung (Dreizentrenbindung) – Abkürzung 3c-2e – wird bei Elektronenmangel ausgebildet
- Die Drei-Zentren-Vier-Elektronen-Bindung (Dreizentrenbindung) – Abkürzung 3c-4e – wird bei Elektronenüberschuss (Hypervalenz) ausgebildet
- Die metallische Bindung – hier werden alle Atomrümpfe des gesamten Stoffes über gemeinsame Elektronen aneinander gebunden. Eine ältere, alternative (aber schlechtere) Deutung dieses Bindungstyps benutzt klassische elektrostatische Kräfte zwischen positiven Atomrümpfen (Kationen) und einem umgebenden Elektronengas.

## Orbitalschemata
Die energetische Lage und relative Anordnung der Molekülorbitale, die einer Mehrzentren-Wechselwirkung entstammen, lässt sich aufgrund der Symmetrie
des Moleküls (oder bei geordneten polymeren Stoffen: aufgrund der Symmetrie des Kristalls) abschätzen. Detaillierte Auskünfte kann man aber letztlich nur mittels quantenchemischer Rechnungen oder aus experimentellen spektroskopischen Daten erhalten. Man unterscheidet dabei zwischen bindenden Orbitalen, deren Besetzung mit Elektronen die Bindung verstärkt, nichtbindenden Orbitalen, deren Besetzung keinen wesentlichen Einfluss auf die Stärke der Bindung ausübt, die aber einen deutlichen Einfluss auf die stabilste Atomanordnung haben können, und antibindenden Orbitalen, deren Besetzung die Bindung schwächt.
Im Falle von Mehrzentrenbindungen, die sich über alle Atome eines polymeren Stoffes erstrecken, erhält man sogenannte Orbitalbänder, d. h. Gruppen von sehr vielen, energetisch extrem dicht beieinanderliegenden Orbitalen. Die "Form" dieser Bänder und der energetische Abstand verschiedener Bänder werden insbesondere dazu benutzt, die elektrische Leitfähigkeit der Stoffe und deren Temperaturabhängigkeit zu deuten oder gegebenenfalls vorauszusagen.